# Alterație (muzică)
Alterație se numește semn convențional plasat la începutul unei bucăți muzicale, prin care un sunet este urcat sau coborât cu unul sau două semitonuri cromatice. Acestea sunt următoarele:
- diez (#), semn de alterație care ridică cu un semiton cromatic nota pe care o precedă;[1]
- dublu diez (X), semn de alterație care ridică cu un ton (două semitonuri cromatice) nota pe care o precedă[1]
- bemol (♭), alterație care coboară cu un semiton nota pe care o precedă; [1]
- dublu-bemolul (♭♭) coboară intonația sunetului cu un ton;[1]
- becar (♮), semn de alterație care anulează efectul oricăror alterații (simple sau duble) și readuce o notă modificată de un diez sau de un bemol la înălțimea inițială a notei naturale, fără alterații.[1] [2]

În scala muzicală egal temperată, un semiton reprezintă o schimbare de 5.95 % (vezi și gama muzicală).

## Note

La natural, La bemol și La diez.